# 巾帼尖额蚤
巾帼尖额蚤（学名：Alona virago）为盘肠蚤科尖额蚤属的动物。分布于智利以及中国大陆的北京、西藏等地，多见于池塘和水坑等小型水域中，在海拔4000米以上的高原湖泊沿岸及其入水河道中也曾发现。